# Anna Maria Biavasco
Anna Maria Biavasco (Savona, 28 dicembre 1958) è una traduttrice italiana.

## Carriera
Ha tradotto oltre 200 libri, fra narrativa, saggistica, poesia e teatro, molti dei quali in collaborazione con Valentina Guani.
È stata premiata come “Traduttrice dell’anno 2018” nel concorso letterario La Quercia del Myr.
Nel 2020, ha pubblicato insieme con Valentina Guani la ritraduzione di Via col Vento di Margaret Mitchell per i tipi di Neri Pozza, con cambiamenti sostanziali rispetto alla traduzione precedente, del 1937, che era fortemente influenzata dall’autarchia linguistica di quel periodo. Una delle differenze più evidenti riguarda il Black American English, che nella traduzione del 2020 viene normalizzato rispetto alla traduzione precedente del romanzo e al doppiaggio del film, nei quali gli schiavi parlavano con i verbi all’infinito e in maniera esageratamente sgrammaticata.

## Narrativa
Dan Brown
- Angeli e demoni, Mondadori, 2004 (con V. Guani)
- Il codice da Vinci. Sceneggiatura illustrata (A. Goldsman), Mondadori, 2006 (con V. Guani)
- Il simbolo perduto, Mondadori, 2009 (con V. Guani, N. Lamberti, A. Raffo, R. Scarabelli)

Patricia Cornwell
- Punto di origine, Mondadori, 1999
- Croce del Sud, Mondadori, 1999;
- Cadavere non identificato, Mondadori, 2000
- L’ultimo distretto, Mondadori, 2001
- L’isola dei cani, Mondadori, 2002
- Calliphora, Mondadori, 2004
- La traccia, Mondadori, 2005
- A rischio, Mondadori, 2006
- Predatore, Mondadori, 2006 (con V. Guani)
- Il libro dei morti, Mondadori, 2007 (con V. Guani)
- Al buio, Mondadori, 2008
- Kay Scarpetta, Mondadori, 2009 (con V. Guani)
- Il fattore Scarpetta, Mondadori, 2010 (con V. Guani)
- Autopsia virtuale, Mondadori, 2011 (con V. Guani)
- Nebbia rossa, Mondadori, 2012 (con V. Guani)
- Letto di ossa, Mondadori, 2013 (con V. Guani)
- Carne e sangue, Mondadori, 2014 (con V. Guani)
- Polvere, Mondadori, 2014 (con V. Guani)
- Caos, Mondadori, 2016 (con V. Guani)

Elizabeth George
- Un piccolo gesto crudele, Longanesi, 2014 (con V. Guani)
- Le conseguenze dell’odio, Longanesi, 2015 (con V. Valentinuzzi)
- Punizione, Longanesi, 2018 (con V. Guani)

John Grisham
- Innocente, Mondadori, 2006

Barbara Kingsolver
- L’albero dei fagioli, Sperling & Kupfer, 2002
- Un mondo nuovo, Frassinelli, 2020 (con V. Guani)

John Le Carré
- La pace insopportabile, Mondadori, 1992 (con V. Guani)
- Il giardiniere tenace, Mondadori, 2001 (con V. Guani)
- Yssa il buono, Mondadori, 2008 (con V. Guani)

Elmore Leonard
- A caro prezzo, Baldini & Castoldi, 1996 (con V. Guani)
- Fuori del gioco, Baldini & Castoldi, 1998 (con V. Guani)

Margaret Mitchell
- Via col Vento, Neri Pozza, 2020 (con V. Guani)

Joyce Carol Oates
- L’età di mezzo, Mondadori, 2003 (con V. Guani)
- Un giorno ti porterò laggiù, Mondadori, 2004 (con V. Guani)
- Le cascate, Mondadori, 2006 (con V. Guani)
- La madre che mi manca, Mondadori, 2007 (con V. Guani)

Richard North Patterson
- Il silenzio del testimone, Longanesi, 1999 (con V. Guani)
- Tutta la verità, Longanesi, 2001 (con V. Guani)
- Chiamato a difendere, Longanesi, 2002 (con V. Guani)
- Il peso dell’innocenza, Longanesi, 2003 (con V. Guani)
- Scelta obbligata, Longanesi, 2004 (con V. Guani)
- I cinquantanove giorni, Longanesi, 2007 (con V. Guani)
- L’indiziata, Longanesi, 2008 (con V. Guani)
- Il prezzo della scelta, Longanesi, 2009 (con V. Guani)
- Il patto violato, Longanesi, 2012 (con V. Guani)

James Patterson
- La serie delle Donne del Club Omicidi (tranne il n. 2) (con V. Guani)
- La serie Alex Cross (dal 2003) (con V. Guani)

## Saggistica
- Stanley I. Greenspan, L’intelligenza del cuore. Le emozioni e lo sviluppo della mente, Mondadori, 1997 (con V. Guani)
- Antonia Fraser, La congiura delle polveri, Mondadori, 1999 (con V. Guani)
- Iain Chambers, Paesaggi migratori. Cultura e identità nell’epoca postcoloniale, Edizioni Costa & Nolan, 1999 (con V. Guani)
- Olwen Hufton, Destini femminili, Mondadori, 1999 (con V. Guani)
- Carolly Erickson, La zarina Alessandra. Il destino dell’ultima imperatrice di Russia, Mondadori, 2005 (con V. Guani)
- Carolly Erickson,  La vita della regina Vittoria, Mondadori, 2005 (con V. Guani)
- Mel Levine, I bambini non sono pigri. Come stimolare la voglia di studiare, Mondadori, 2005 (con V. Guani)
- D.J. Waldie, Holy Land, Il Canneto Editore, 2011 (con V. Guani)
- J. Groopman e P. Hartzband, Cosa è giusto per te. Prendere decisioni consapevoli sulla propria salute, Mondadori, 2015 (con V. Guani)
- Rod Nordland,  Gli amanti. Romeo e Giulietta in Afghanistan, Mondadori, 2016 (con V. Guani)
- Douglas Murray, La strana morte dell’Europa, Neri Pozza, 2018 (con V. Guani)
- Suzanne Falkiner, Eugenia, Storia di un uomo, Il Canneto editore, 2019 (con V. Guani)

## Poesia
- Jonathan Edwards, La mia famiglia e altri supereroi, Liberodiscrivere/Festival Internazionale di Poesia 2015 (con V. Guani)
- Adam Horovitz, Condizioni di vita, Liberodiscrivere/Festival Internazionale di Poesia 2016, (con V. Guani)
- Kayo Chingonyi, 12 poesie, Liberodiscrivere/Festival Internazionale di Poesia 2017 (con V. Guani)

## Teatro
- David Mamet, Il motore ad acqua, per la Compagnia dei Demoni, prima nazionale 15 maggio 2012[6][7]